# Daniel Kablan Duncan
Daniel Kablan Duncan (n. 1943) polític de la Costa d'Ivori, primer ministre del seu país des del 21 de novembre de 2012, succeint a Jeannot Ahoussou-Kouadio. Tal com Ahoussou-Kouadio, Duncan és membre del Partit Democràtic de la Costa d'Ivori, que és aliat del president Alassane Ouattara.
Anteriorment va ser erigit primer ministre després de la mort del president Félix Houphouët-Boigny el 7 de desembre de 1993, i va exercir el lloc de primer ministre des de l'11 de desembre de 1993 al 24 de desembre de 1999. Va ser també ministre de Relacions Exteriors de la Costa d'Ivori, d'1 de juny de 2011 fins a 21 de novembre de 2012.